# Katie Summerhayes
Katie Louise Summerhayes (Sheffield, 8 de octubre de 1995) es una deportista británica que compite en esquí acrobático, especialista en las pruebas de slopestyle.
Ganó una medalla de plata en el Campeonato Mundial de Esquí Acrobático de 2015. Participó en dos Juegos Olímpicos de Invierno, ocupando el séptimo lugar en Sochi 2014 y el séptimo en Pyeongchang 2018.

## Medallero internacional
| Campeonato Mundial | Campeonato Mundial    | Campeonato Mundial | Campeonato Mundial |
| Año                | Lugar                 | Medalla            | Competición        |
| ------------------ | --------------------- | ------------------ | ------------------ |
| 2015               | Kreischberg (Austria) | Medalla de plata   | Slopestyle         |